# Steinkjerelva
Die Steinkjerelva ist ein kurzer aber wasserreicher Fluss in der norwegischen Kommune Steinkjer in Trøndelag.
Er entsteht durch den Zusammenfluss von Byaelva und Ogna und fließt über eine Strecke von zwei Kilometer zum Beitstadfjord, einem inneren Fjordarm des Trondheimsfjord, und in den Atlantischen Ozean.
Der mittlere Abfluss an seiner Mündung beträgt 65 m³/s. Das Einzugsgebiet umfasst 2143 km² und beinhaltet mit dem Snåsavatnet den sechstgrößten Binnensee Norwegens. Mit Quellflüssen beträgt seine Flusslänge 112 km. Sein Flusslauf liegt vollständig in der Stadt Steinkjer. Er teilt die Stadt in zwei Teile, Sørsida (Sørsia) und Nordsida (Norsia).